# Waitaki
Waitaki – długa na około 110 km rzeka na Wyspie Południowej w Nowej Zelandii. Główna rzeka krainy geograficznej Mackenzie Country południe od niej leży Zatoka Pegaza. Rzeka płynie przez Kurow i Glenavy. Średni przepływ rzeki w Kurow wynosi 356 m³/s.
Rzeka roztokowa, na której utworzono jeziora Aviemore, Benmore i Waitaki.
Zasilana jest z trzech dużych lodowcowych jezior Pukaki, Tekapo i Ohau. Na jeziorze Benmore i Aviemore wybudowano zapory wodne, Benmore Dam i Aviemore Dam. Do Waitaki wpływa kilka rzek, m.in. rzeki Ahuriri i Hakataramea.